# Florianus
Marcus Annius Florianus Pius (n. 19 august 232 d.Hr., Terni, Italia – d. 9 septembrie 276 d.Hr., Tarsos, Turcia) a fost un împărat roman, în lunile august și septembrie 276. 

## Biografie
La anunțarea morții lui Tacitus, în calitate de frate, Florianus s-a considerat îndreptățit pentru succesiunea la tron. În acel moment, Florianus se afla în fruntea contingentelor occidentale într-o campanie militară în Orient. Trupele de sub comanda sa l-au recunoscut împărat, dar armata din orient l-a preferat pe comandantul său, Marcus Aurelius Probus.
Întâlnirea între trupele celor doi rivali a avut loc la Tars în Cilicia, în septemnrie 276. Soldații lui Florianus au evitat bătălia, asasinându-l, după care i-au jurat credință lui Probus. 
1. ↑  Florian, Encyclopædia Britannica Online, accesat în 9 octombrie 2017